# Jeanne de Geneville
Jeanne de Geneville, née le 2 février 1286 et morte le 19 octobre 1356, suo jure 2e baronne Geneville, et par mariage comtesse de March et baronne Mortimer, connue aussi sous le nom de Jeanne de Joinville, est la fille du seigneur Piers de Geneville et de Jeanne de Lusignan. Elle hérite des possessions de ses grands-parents paternels, Geoffroy de Geneville, 1er baron Geneville,, et de Mahaut de Lacy. Elle est dès lors considérée comme l'une des plus riches héritières des Marches galloises et du comté de Meath en Irlande.
Jeanne devient l'épouse de Roger Mortimer, 1er comte de March, de facto régent de l'Angleterre de 1327 à 1330. En conséquence de la révolte infructueuse de son mari contre le roi Édouard II d'Angleterre en 1322, elle est emprisonnée deux années durant, entre 1324 et 1326. Après l'exécution de son époux en 1330, Jeanne est à nouveau placée sous surveillance. En 1336, ses terres lui sont restituées, une fois que le roi Édouard III a accordé un pardon pour les crimes de son époux.

## Biographie

### Famille et héritage

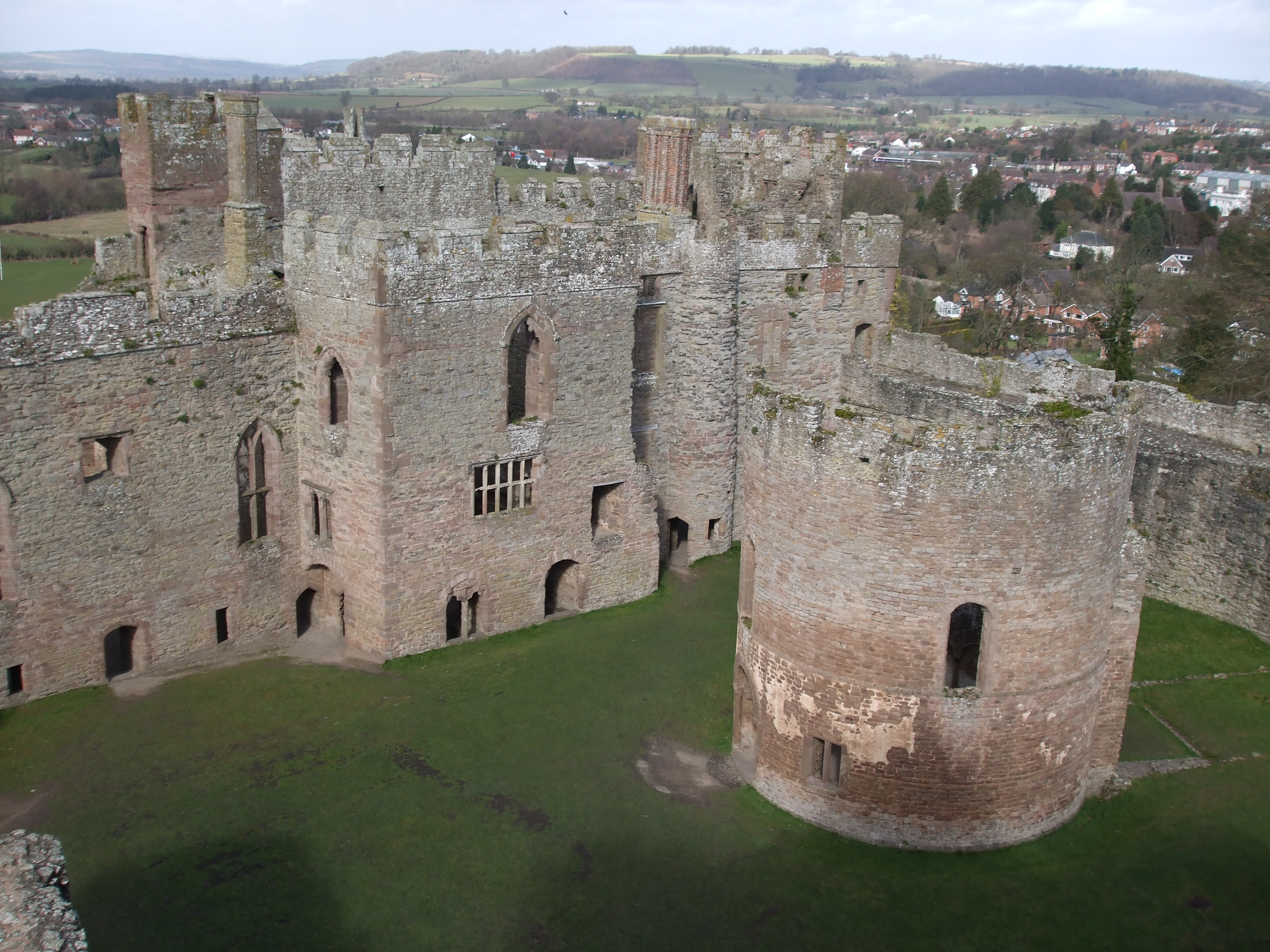
Le château de Ludlow, lieu de naissance de Jeanne de Geneville.

Jeanne naît le 2 février 1286 au château de Ludlow dans le Shropshire. Elle est la fille aînée du seigneur Piers de Geneville, de Trim et de Ludlow, dont le père, le seigneur Geoffroy de Geneville, 1er baron Geneville, est Justicier d'Irlande. Sa mère Jeanne de Lusignan est la fille de Hugues XII de Lusignan, comte de la Marche et d'Angoulême, et la sœur de Yolande de Lusignan, comtesse de la Marche suo jure. Jeanne de Geneville a également deux autres sœurs, Mathilde et Béatrice, qui deviennent nonnes au prieuré d'Aconbury, ainsi que deux demi-sœurs issues du premier mariage de sa mère avec Bernard Ezi IV d'Albret, seigneur d'Albret : Mathe (morte en 1283), et Isabelle, dame d'Albret (morte en 1294), épouse de Bernard VI, comte d'Armagnac.
À la mort de son père survenue en Irlande peu avant juin 1292, Jeanne devient l'une des plus riches et des plus convoitées héritières des Marches galloises, avec des possessions allant de la cité et du château de Ludlow, à la seigneurie d'Ewyas Lacy, aux manoirs de Wolferlow, Stanton Lacy, et Mansel Lacy dans le Shropshire et le Herefordshire, en passant par une partie considérable du comté de Meath en Irlande,. Elle est censée hériter de toutes ses terres après la mort de son grand-père Geoffroy mais en 1308, ce dernier transfère la plupart des possessions qu'il tient de son épouse Mahaut de Lacy à Jeanne et son époux, Roger Mortimer. Ils viennent tous deux à Meath s'investir de leurs pouvoirs le 28 octobre de la même année. Geoffroy de Geneville meurt le 21 octobre 1314 chez les Frères Prêcheurs de Trim, et Jeanne lui succède, devenant suo jure 2e baronne Geneville,.

### Mariage et progéniture
Jeanne épouse Roger Mortimer, fils aîné d'Edmond Mortimer, baron Mortimer de Wigmore et de Marguerite de Fiennes, le 20 septembre 1301 au manoir de Pembridge. Ce mariage est un immense bénéfice pour Mortimer, puisqu'il lui apporte en plus de ses riches possessions de l'influence et du prestige,. Trois ans plus tard, Roger succède au titre de baron Mortimer, faisant de Jeanne la nouvelle baronne Mortimer. Il est armé chevalier lors de la Pentecôte de 1306, le 22 mai, par le roi Édouard Ier d'Angleterre. L'adoubement a lieu en l'Abbaye de Westminster et est passé à la postérité sous le nom de la Fête des cygnes, tous les chevaliers présents faisant leurs vœux au-dessus de deux cygnes. Deux cent cinquante-neuf autres jeunes hommes sont adoubés en même temps que Mortimer, dont le prince de Galles, qui devient un an plus tard le roi Édouard II. Après la cérémonie, un immense banquet est tenu dans la Grand-Salle de Westminster.

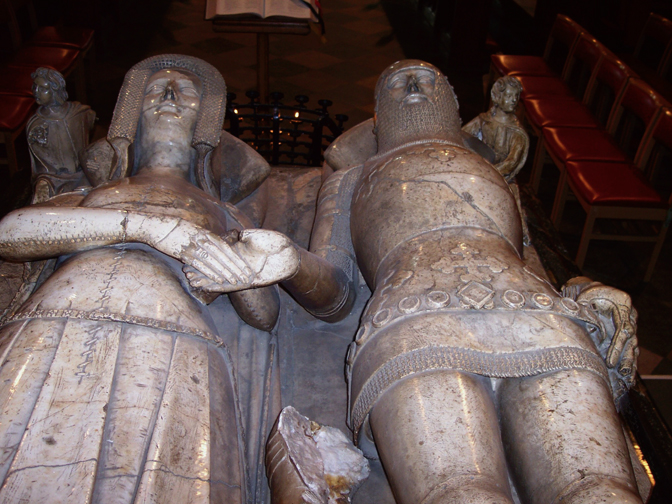
Gisants de la fille de Jeanne, Catherine Mortimer et de son époux Thomas de Beauchamp, 11e comte de Warwick. St. Mary's Church, Warwick.

Après avoir pris possession de leurs terres irlandaises en 1308, Jeanne et Roger font de constants aller-retour entre leurs domaines en Irlande et ceux des Marches galloises. Considérant que Jeanne fait le choix de suivre son époux et qu'elle a, sur une période de dix-sept ans, pas moins de douze enfants viables, le biographe de Roger Mortimer, Ian Mortimer, suggère que le couple partage plus d'intimité et d'affection qu'il n'est usuel d'en trouver à la même époque à l'intérieur des unions aristocratiques qui constituent, selon lui, « un partenariat médiéval de bénéfices et de sécurité mutuelle ». Les douze enfants de Jeanne et Roger sont ,,:
- Edmond Mortimer (1302 ou 1303 – 16 décembre 1331), épouse Élisabeth de Badlesmere ;
- Marguerite Mortimer (2 mai 1304 – 5 mai 1337), épouse Thomas de Berkeley, 3e baron Berkeley ;
- Roger Mortimer (1305 ou 1306 – avant le 27 août 1328), épouse Jeanne Butler ;
- Maud Mortimer (1307 – après 1345), épouse John Charleton, 2e baron Cherleton ;
- Geoffroy Mortimer (1308 ou 1309 – avant le 5 mai 1376), épouse Jeanne de Lezay ;
- John Mortimer (1310 – 1328) ;
- Jeanne Mortimer (1311 ou 1312 – entre 1337 et 1351), épouse James Audley, 2e baron Audley ;
- Isabelle Mortimer (vers 1313 – après 1327) ;
- Catherine Mortimer (vers 1314 – 4 août 1369), épouse Thomas de Beauchamp, 11e comte de Warwick ;
- Agnès Mortimer (vers 1317 – 25 juillet 1368), épouse Lawrence Hastings, 1er comte de Pembroke ;
- Béatrice Mortimer (vers 1319 – 16 octobre 1383), épouse Édouard de Norfolk, puis Thomas de Brewes, 1er baron Brewes ;
- Blanche Mortimer (vers 1321 – 1347), épouse Pierre de Grandison, 2e baron Grandison.

### Rébellion de son époux et emprisonnement
Mortimer est nommé Lord lieutenant d'Irlande le 23 novembre 1316 et s'embarque pour le pays avec une importante force armée en février 1317. Là, il combat les Écossais conduits par Édouard Bruce, le plus jeune frère de Robert Bruce (qui espère le faire roi d'Irlande), ainsi que leurs alliés irlando-normands, les Lacy – parents notamment de Jeanne de Geneville. Jeanne accompagne son mari en Irlande, et tous deux reviennent en Angleterre en 1318, après que Mortimer ait repoussé les Écossais au nord, à Carrickfergus, et dispersé les Lacy. Durant quelques années, Mortimer ne s'occupe que des querelles baronniales sur les frontières galloises. Cependant, l'influence croissante de la famille Despenser sur le roi éloignent Mortimer de son souverain, particulièrement lorsque ce dernier gratifie Hugues le Despenser le Jeune de terres appartenant de droit à Mortimer.
En octobre 1321, le roi Édouard et ses troupes font le siège du château de Leeds, après que Marguerite de Clare, femme de son châtelain Bartholomew de Badlesmere en ait refusé l'accès à la reine Isabelle de France et ordonné par la suite à ses archers de repousser l'escorte d'Isabelle qui avait tenté d'entrer par la force. Élisabeth, troisième fille des Badlesmere, est mariée au fils aîné de Jeanne et de Roger, Edmond. Le roi exploite sa popularité nouvelle à l'issue de sa victoire à Leeds pour rappeler en Angleterre les Despenser, que les seigneurs ordonnateurs, conduits par Thomas Plantagenêt, comte de Lancastre et cousin du roi, ont fait exiler en août 1321. Les seigneurs des Marches, déjà dans un état proche de l'insurrection dès avant le bannissement des Despenser, se soulèvent aussitôt contre le roi, avec à leur tête Roger Mortimer et Humphrey de Bohun, 4e comte de Hereford. Le roi écrase la rébellion, connue sous le nom de guerre des Despenser : Mortimer et son oncle Roger Mortimer de Chirk déposent les armes à Shrewsbury le 22 janvier 1322. Ils sont envoyés comme prisonniers à la Tour de Londres, détenus dans des quartiers malsains et humides. Ces conditions difficiles sont sans doute la cause de la mort de Mortimer de Chirk, qui survient en août 1326.

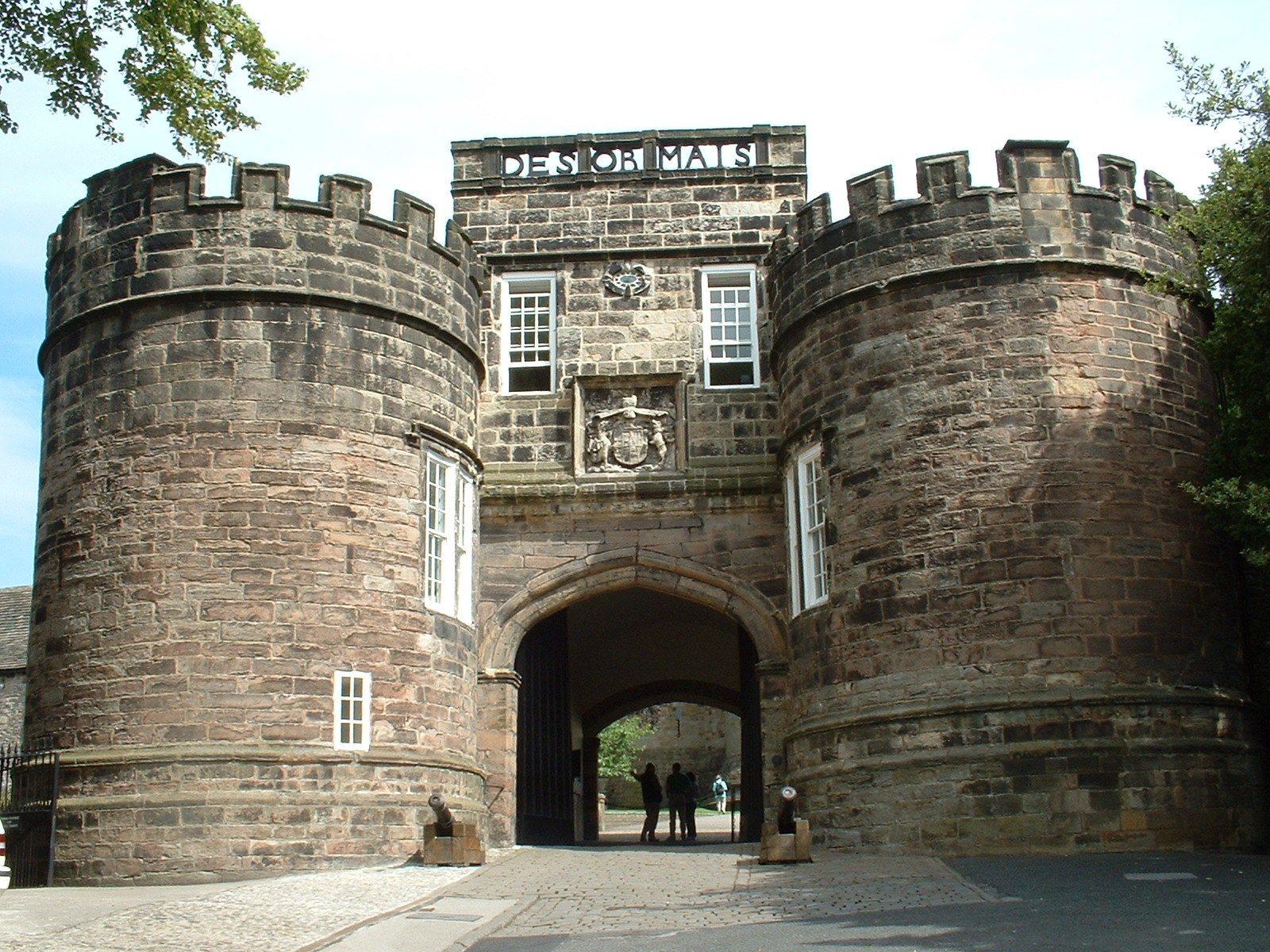
Le château de Skipton, où Jeanne est enfermée de 1324 à 1326.

L'époux de Jeanne est plus chanceux : parvenu à droguer le connétable de la Tour ainsi que les gardes, il s'enfuit vers la France le 1er août 1323. C'est là qu'il devient en décembre 1325 l'amant d'Isabelle de France, écartée de son époux par l'influence des Despenser. Envoyée en France par Édouard II afin de négocier la paix touchant au duché d'Aquitaine, Isabelle a saisi l'occasion pour demander de l'aide à son frère, le roi de France Charles IV pour se débarrasser des Despenser. Le scandale de la liaison d'Isabelle et Mortimer les oblige à quitter la cour de France à l'été 1326 et à se réfugier en Flandre, où ils obtiennent de l'aide pour leur prochaine invasion de l'Angleterre. Pendant l'emprisonnement puis l'exil de Roger Mortimer, le roi Édouard II fait arrêter Jeanne et ses enfants, qu'il place sous sa garde et « traite avec sévérité ». En avril 1324, Jeanne est extraite du Hampshire où elle a été confinée dans une maison d'arrêt et envoyée au château de Skipton dans le Yorkshire. Là, elle est emprisonnée dans une cellule où elle endure de considérables souffrances et duretés. La plupart de sa domesticité a été démise, et on ne lui a permis qu'un très petit nombre de serviteurs pour l'entourer. Elle ne reçoit qu'un marc par jour pour ses besoins, et doit de plus nourrir ses domestiques. Plus tard, on lui accorde dix marcs per annum à Pâques et à la Saint-Michel pour de nouveaux vêtements. Ses filles vivent de pires privations puisqu'elles sont dispersées dans divers maisons religieuses avec encore moins d'argent pour leur entretien. Jeanne est transférée par la suite de Skipton au château de Pontefract en juillet 1326.

### Libération, nouvelle incarcération et pardon royal

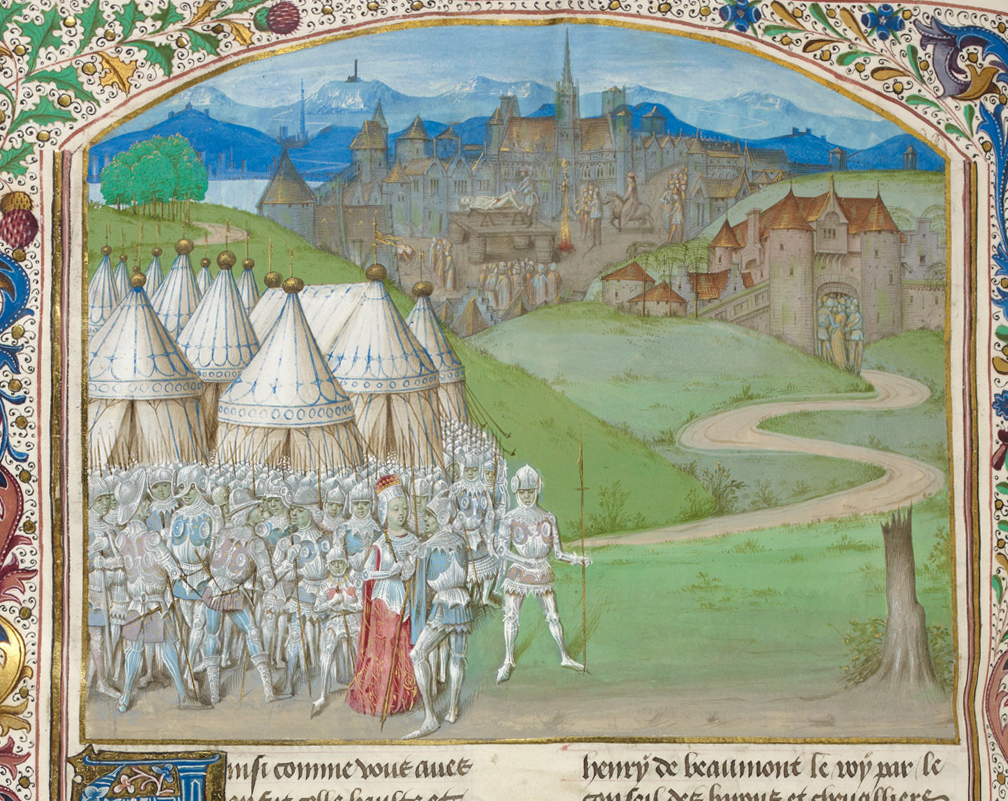
Roger Mortimer est représenté avec la reine Isabelle de France au premier plan dans cette enluminure du XIVe siècle

Mortimer et Isabelle accostent en Angleterre deux mois plus tard, en septembre 1326, et les forces d'Henri Plantagenêt, comte de Lancastre et de Leicester, les rejoignent. Le 16 novembre, le roi Édouard II est fait prisonnier par les rebelles. Il est assassiné quelques mois plus tard au château de Berkeley, par des assassins à la solde de Mortimer. De 1327 à 1330, Mortimer et Isabelle tiennent conjointement lieu de régents au nom du fils d'Isabelle et d'Édouard II, le jeune Édouard III, qui a été couronné après la déposition de son père. Mortimer est fait connétable du château de Wallingford ; en septembre 1328, il est créé comte de March. Par conséquent, Jeanne devient comtesse de March en plus de ses autres dignités ; mais on ne sait rien de ce qu'elle a pensé de l'ascension de son époux, ni surtout de sa liaison avec la reine. La seule chose qui a été établie, c'est que Jeanne n'a jamais pris part à l'insurrection de son mari contre le roi Édouard II.
Mortimer et Isabelle sont de facto les maîtres du pays. L'hostilité contre le pouvoir qu'exerce Mortimer sur le pays mais également sur le jeune roi grandit : son ancien ami le comte Henri de Lancastre et de Leicester encourage le roi à se débarrasser du comte de March. Quand Mortimer ordonne l'exécution du comte Edmond de Kent, oncle du roi et cousin de Lancastre, la colère et le scandale se répandent par tout le pays. Le roi renverse sa mère et son amant : Mortimer est arrêté et pendu le 29 novembre 1330, au gibet de Tyburn. À la suite de l'exécution de son époux, Jeanne, femme d'un traître, est à nouveau emprisonnée, une nouvelle fois dans le Hampshire, et ses enfants à nouveau placés sous surveillance. En 1331, elle reçoit une indemnité pour les dépenses de sa maison. Cependant, ses terres ne lui sont restituées qu'en 1336, après que le roi Édouard III ait accordé son pardon pour les crimes de Roger Mortimer. En 1347, on lui rend Trim.

### Mort
Jeanne de Geneville, baronne Geneville, comtesse douairière de March, meurt le 19 octobre 1356, à soixante-dix ans. Elle est enterrée à l'abbaye de Wigmore aux côtés de son époux, dont le corps a été rendu par le roi Édouard III à sa demande. Sa tombe n'existe plus, ayant été détruite lors de la dissolution des monastères, et seules des ruines demeurent aujourd'hui. La nombreuse descendance de Jeanne de Geneville compte l'actuelle famille royale britannique, Sir Winston Churchill, et le premier président des États-Unis d'Amérique, George Washington.